# Galeotto Marzio
Galeotto Marzio (en latin Galeottus Martius Narniensis), né vers 1425 à Narni en Ombrie, mort vers 1495, est un humaniste italien, principalement philologue, poète, philosophe, historien et auteur médical.

## Biographie
Issu d'une famille noble, vers 1445 il vient étudier à l'école de Guarino Guarini à Ferrare. En 1447, il s'y lie d'amitié avec le Hongrois János Csezmicze (plus tard connu sous le nom de Janus Pannonius). Il est à Rome pendant le jubilé de 1450 (où il compose les vers moroses du De desolatione Urbis). À l'automne 1454, il s'installe à Montagnana, sur le territoire de la République de Venise (où vit une petite colonie de personnes originaire de Narni). Il fréquente l'université de Padoue, où il enseigne les lettres et poursuit ses études pour décrocher les grades de docteur « in artibus » et « in medicina » ; il y retrouve son ami Janus Pannonius. Il épouse une dénommée Sofia et a plusieurs enfants (dont trois fils restés dans les mémoires : Giovanni, qui l'accompagne ensuite souvent dans ses voyages ; Stefano, qui fut médecin à Narni ; et Giacomo). Giovanni fera souche en Bohême, et ensuite en Autriche et en Allemagne.
En 1456, il est chargé d'établir l'horoscope « académique » de la ville de Padoue, et une épidémie ayant éclaté, il héberge à Montagnana son ami Janus Pannonius qui pendant ce séjour traduit en latin le De capienda ex hostibus utilitate de Plutarque. À leur cercle appartient aussi le jeune peintre Andrea Mantegna, à qui le Hongrois dédie un poème en 1458.
En 1460, Janus Pannonius est rappelé en Hongrie par le nouveau roi Matthias Corvin, dont son oncle maternel Jean Vitéz, évêque de Nagyvárad et grand humaniste, a été le précepteur et est devenu le chancelier. Le neveu doit devenir évêque de Pécs. Il invite son ami Galeotto à le rejoindre, et celui-ci s'exécute fin 1461. L'ancien disciple du grand Guarino Guarini est accueilli à bras ouverts par Jean Vitéz et par le roi, qui le charge de couronner son ami Janus Pannonius prince des poètes de la cour.
En 1463, il est revenu en Italie, titulaire d'une chaire de rhétorique et poésie à l'université de Bologne, où il succède à Gianmario Filelfo, fils de François Philelphe. Il a une polémique avec ce dernier, qui publie en 1463 quatre livres de la Sphortias, son poème épique inspiré de l'Iliade en l'honneur de Francesco Sforza ; dans un texte publié en juillet 1464, Marzio épingle la fadeur et le ridicule de l'ouvrage ; Philelphe fait une réponse méprisante, qui lui attire un nouveau pamphlet de Marzio, auquel Philelphe riposte en l'accusant d'être incompétent en latin et plus encore en grec. Marzio rétorque en excipant de sa formation auprès du grand Guarino Guarini, et surtout en mettant en cause ce culte du grec ancien dont Philelphe est alors l'un des représentants dévots.
En 1465, Janus Pannonius, évêque de Pécs, vient à Rome comme ambassadeur de Matthias Corvin auprès du pape Paul II. Celui-ci accepte la fondation d'une université d'orientation humaniste à Pozsony (l'actuelle Bratislava), l'Universitas Istropolitana. Pannonius convainc son ami de retourner avec lui en Hongrie pour participer à l'aventure, obtenant de l'université de Bologne sa mise en disponibilité.
Professeur à l'Istropolitana, Marzio collabore aussi aux travaux savants de Jean Vitéz, devenu alors l'archevêque-primat d'Esztergom : tous deux révisent notamment le texte des Astronomiques de Manilius (retrouvé cinquante ans plus tôt par Poggio Bracciolini). Il est aussi conseiller du roi Matthias Corvin : par une lettre du 25 juillet 1468, celui-ci le convoque avec son collègue de l' Istropolitana l'astrologue polonais Martin Bylica au siège de Hradistye qui se tient alors.
Vers la fin de 1471, une conjuration contre le roi dirigée par Jean Vitéz est découverte ; l'archevêque est arrêté et enfermé à Esztergom ; son neveu l'évêque de Pécs doit se réfugier en Croatie, et tous deux meurent dans les mois suivants. L'Istropolitana est délaissée sinon formellement dissoute, et les savants qui l'animaient rentrent chez eux.
En 1473, Marzio fait imprimer à Venise, chez Federico de' Conti, un lexique médical qu'il a commencé en Hongrie et qu'il a dédié à Jean Vitéz, le De homine : l'ouvrage a pour objectif de mettre à jour et de clarifier la terminologie médicale ; organisé selon la tradition « a capite ad calcem », « de la tête aux pieds », il embrasse les domaines de l'anatomie, de la physiopathologie, de la pharmacologie, sans oublier l'astrologie et la physiognomonie (alors parties intégrantes de la médecine). L'ouvrage connaît une seconde édition, chez Barbatia à Bologne, dès 1475, mais il est violemment critiqué par Giorgio Merula, ancien auditeur de Marzio à Padoue, dans un recueil d'opuscules publié à Venise en 1474/75. Marzio répond en 1476 par une Refutatio objectorum in librum de homine, dédiée au duc Frédéric de Montefeltro. Le duc, en le remerciant, l'invite à se réconcilier avec Gianmario Filelfo.
Dans la même période, il travaille avec d'autres savants sur le texte de la Cosmographie de Ptolémée (qu'il avait déjà étudié à Pozsony avec Regiomontanus) pour l'édition donnée ces années-là par le libraire-imprimeur bolonais Domenico Lapi. Il a repris ses cours à l'université de Bologne, qu'il interrompt en février 1477 à cause de la peste qui fait rage, se retirant à Montagnana pour achever son grand œuvre philosophique, commencé en Hongrie : le De incognitis vulgo. Ce texte en trente-et-un chapitres est une critique serrée de la culture dominante de l'époque, trop marquée par une soumission timorée aux autorités traditionnelles, par des positions dépassées, voire complètement absurdes, auxquelles la majorité s'accroche. Tout en affirmant l'obligation de confesser les dogmes de la religion établie, il expose les différences entre le point de vue des théologiens et celui des philosophes, présente une théorie purement historique et politique des religions positives, et par opposition développe l'idéal d'une science du monde physique régi par un déterminisme strict. Cet ouvrage est représentatif à certains égards de l'averroïsme padouan.
Pendant l'hiver 1477/78, Marzio est arrêté à Montagnana avec sa famille, conduit à Venise et déféré devant l'Inquisition. Incarcéré, il est soumis à la torture et doit faire deux rétractations. L'affaire est renvoyée au pape, et se conclut par l'exigence d'une abjuration publique des « erreurs » du livre, qui est brûlé en place publique. Selon ses propres dires, Marzio aurait bénéficié d'une intervention hongroise, par l'entremise de Jean Vitéz le Jeune, neveu du défunt archevêque.
En tout cas, à peine libéré, il se réfugie à la cour de Matthias Corvin, pour son troisième séjour en Hongrie. Il dédie au roi une version un peu remaniée du De incognitis vulgo, avec une évocation de sa détention et des tortures subies. On ne sait combien de temps exactement il reste alors en Hongrie, mais le 25 mars 1482 lui et son fils Giovanni sont condamnés par contumace pour avoir rossé à Veszprém un religieux dominicain, Peter Nigri, connu pour ses positions rétrogrades et sectaires. En tout cas, le 3 mai 1483, il se trouve chez lui à Montagnana, où il reçoit la visite de Marino Sanuto. En 1484 il se rend à Baden auprès de Matthias Corvin qui est en campagne militaire contre l'empereur Frédéric III (il entre triomphalement dans Vienne le 1er juin 1485) ; le roi le fait escorter jusqu'à Buda, où il est l'hôte de l'humaniste Miklós Báthory (hu), qui a été son auditeur à l'université de Bologne et qui est devenu évêque de Vác. C'est alors qu'il rédige le De dictis ac factis regis Mathiæ, évocation brève, mais vivante et colorée, en trente-deux épisodes précis, du règne de Matthias Corvin, tel qu'il l'a connu en partie lui-même, avec tous ses principaux acteurs. Ce texte, qui a eu de multiples éditions, est un document historique capital, qui a beaucoup contribué à forger le mythe de Matthias Corvin. Il est dédié à Jean Corvin, fils illégitime du roi, qui veut en faire son successeur.
Mais Marzio est mal vu du cercle de la reine Béatrice de Naples, et notamment de son proche le poète et futur historiographe officiel de la Hongrie Antonio Bonfini : dans son Symposion de virginitate et pudicitia conjugali (1485), celui-ci le dénonce avec insistance comme « épicurien ». Marzio quitte bientôt Buda avec son fils Giovanni, et ils se rendent en Moravie auprès du magnat humaniste Ladislav de Boskovic (1455-1520), dont il a bien connu l'oncle Protasius, étudiant à Ferrare et Padoue avant de devenir archevêque d'Olomouc en 1459 († 1482) ; ce puissant aristocrate fait alors de sa résidence Moravská Třebová un foyer d'humanisme.
Ensuite, on perd quelque peu la trace de Marzio. Il est possible qu'il ait fait un séjour en Espagne. En 1490, il se présente à Laurent de Médicis à qui il dédie son nouvel ouvrage le De doctrina promiscua, ample discours sur les sciences et la culture (peut-être en contrepoint avec le De vita cælitus comparanda de Marsile Ficin, dédié en 1489 à Matthias Corvin). Sa dernière œuvre certaine est le De excellentibus, qu'il dédie au roi Charles VIII de France (entre le mariage de celui-ci avec Anne de Bretagne, le 6 décembre 1491, et la mort du pape Innocent VIII le 25 juillet 1492) : il s'agit en fait d'une anthologie de ses ouvrages précédents, principalement d'une sélection d'extraits du De incognitis vulgo et du De doctrina promiscua.
On ignore le lieu et la date exacte de sa mort : selon Marino Sanuto, il serait mort d'une chute de cheval en retournant en Bohême ; selon Paul Jove, il serait mort à Montagnana, perclus d'obésité.

## Éditions
- Della varia dottrina tradotto in volgare fiorentino per m. Francesco Serdonati con la giunta d'alcune brevi annotazioni. Con due tavole una de capi, e l'altra delle cose piu notabili  (trad. Francesco Serdonati), Florence, Filippo Giunta, 1615 (lire en ligne).
- Lázló Juhász (éd.), Galeottus Martius Narniensis. Epistolæ, Rome, 1930.
- Lázló Juhász (éd.), Galeottus Martius. Carmina, Budapest, K. M. Egyetemi Nyemda, 1932.
- Lázló Juhász (éd.), Galeottus Martius. Invectivæ in Franciscum Philelphum, Leipzig, 1932.
- Lázló Juhász (éd.), Galeottus Martius. De egregie, sapienter et jocose dictis ac factis regis Mathiæ ad ducem Johannem ejus filium liber, Leipzig, Teubner, 1934.
- Mario Frezza (éd., trad.), Galeotto Marzio. Quel che i più non sanno (De incognitis vulgo), Naples, R. Pironti et fils, 1948 ; Della varia dottrina (De doctrina promiscua), Ibid., 1949.